# لمياء بهنساوي
داليا علام (مواليد 11 نوفمبر 1984) هي لاعبة نبالة مصرية، مثّلت مصر في أولمبياد أثينا 2004.

## المشاركة الأولمبية

### أثينا 2004
| الرياضيّة      | الحدث | دور الترتيب | دور الترتيب | دورالـ64                                 | دورالـ32        | دورالـ16        | ربع النهائي     | نصف النهائي     | النهائي / م ب   | النهائي / م ب |
| الرياضيّة      | الحدث | النتيجة     | رقم         | المنافس النتيجة                          | المنافس النتيجة | المنافس النتيجة | المنافس النتيجة | المنافس النتيجة | المنافس النتيجة | الترتيب       |
| ------------- | ----- | ----------- | ----------- | ---------------------------------------- | --------------- | --------------- | --------------- | --------------- | --------------- | ------------- |
| لمياء بهنساوي | فردي  | 564         | 63          | لي سونغ جين (كوريا الجنوبية) · خ 127–164 | لم تتأهل        | لم تتأهل        | لم تتأهل        | لم تتأهل        | لم تتأهل        | لم تتأهل      |

## روابط خارجية
- لمياء بهنساوي على موقع أوليمبيديا (الإنجليزية)